# John R. Harrison
John Raymond Harrison (* 8. Juni 1933 in Des Moines, Iowa) ist ein mehrfach ausgezeichneter US-amerikanischer Journalist, der für mehrere Zeitungen im US-Bundesstaat Florida tätig war.

## Leben

### Privatleben und Ausbildung
Er kam als Sohn von Raymond Harrison sen. und dessen Frau Dorothy, geborene Stout, zur Welt. 1951 schloss er seine Ausbildung an der Phillips Exeter Academy in New Hampshire ab und studierte anschließend bis 1955 an der Harvard University. Danach war er noch für ein weiteres Jahr an der Harvard Business School immatrikuliert.
Von 1955 bis zur Scheidung 1981 war Harrison mit Lois Cowles verheiratet; aus der Ehe gingen die vier gemeinsamen Kinder Gardner Mark, Kent Alfred, John Patrick und Lois Eleanor hervor. Noch im Scheidungsjahr erfolgte die Heirat mit Mary Gee MacQueen.

### Karriere
Seine ersten journalistischen Erfahrungen sammelte er beim News-Tribune in Fort Pierce. Dort war er zunächst als Redaktionsmitglied tätig und wurde später zum Chefredakteur befördert.
1962 wechselte er als Herausgeber zu The Gainesville Sun nach Gainesville, als die Zeitung von der Cowles Magazines and Broadcasting Inc. übernommen wurde. Er begann bald, sich für die Forderungen und Aktionen der so genannten „League of Women Voters in Gainesville“ zu interessieren. Diese stand an der Spitze einer Bürgerinitiative, die versuchte, die kommunale Verwaltung in der damals 36.000 Einwohner zählenden Stadt zur Verabschiedung einer Baurechtsreform zu bewegen. Die Ausarbeitung eines entsprechenden Gesetzes war bereits mehrere Jahre verschleppt worden. Man forderte die Einrichtung öffentlicher Fonds zur finanziellen Sicherstellung, um die ärmsten Wohngegenden der Stadt wieder lebenswert gestalten zu können. Laut Harrison lebten die Bewohner der Gainesviller Slums im Elend, umgeben von staubigen Straßen und ohne Wasseranschluss in ihren Behausungen. Die Grundstückbesitzer, er bezeichnete sie als Bonzen, jedoch hätten von dieser Situation profitiert und Änderungen immer vehement unterbunden. Harrison verfasste im Jahr 1964 eine Serie von acht kritischen Leitartikeln zum Thema, die überregionale Beachtung fanden. Während das Vergabegremium des renommierten Pulitzer-Preises überaus schnell zum Entschluss kam, ihm die Auszeichnung 1965 zuzusprechen, fanden seine Vorschläge und Meinungen ins Gainesville zunächst kaum und dann nur sehr langsam Anklang. Er selbst äußerte im Rückblick: „Alles lief gegen mich. Ich war ein Yankee, ich war ein Neuankömmling, ich hatte Harvard besucht – du kannst in einer kleinen Südstaaten-Stadt in den 60ern nicht viel mehr Punkte gegen dich haben.“ Trotzdem hatte die Kampagne letztendlich Erfolg: Es wurden tausende neuer Wohneinheiten errichtet, während man die Armenviertel abriss. Harrison äußerte später, dass ihm sein Schwiegervater nach der Durchsicht der preisgekrönten Artikel gesagt hätte, diese seien zwar mit großer Leidenschaft, allerdings nicht sonderlich gut geschrieben.
Zum 1. Juni 1966 übernahm Harrison die Funktion des Herausgebers beim in Lakeland erscheinenden Lakeland Ledger. Dort blieb er für mindestens die folgenden zehn Jahre. 1973 verpasste er nur knapp einen zweiten Pulitzer-Preis, wurde jedoch von der Jury für überaus verdienstvolle Arbeit beim Ledger namentlich gelobt. Im weiteren Verlauf seiner Karriere war Harrison unter anderem kurzzeitig Chefredakteur des International Herald Tribune, Vorsitzender der New York Times Affiliated Newspaper Group, Vizevorsitzender der New York Times Company sowie bis 1993 Vorsitzender der New York Times Regional Newspaper Group.

## Auszeichnungen
- 1965: Pulitzer Prize – Editorial Writing „for his successful editorial campaign for better housing in his city“
- 1970: Bronzemedaillon der Society of Professional Journalists
- 1972: National Headliner Award
- 1973: Bronzemedaillon der Society of Professional Journalists
- 1974: National Journalism Award – Editorial Writing (Walker Stone Award)
- 1976: National Journalism Award – Editorial Writing (Walker Stone Award)